# 695 Bella
Bella (asteroide 695) é um asteroide da cintura principal com um diâmetro de 48,18 quilómetros, a 2,133369 UA. Possui uma excentricidade de 0,1599762 e um período orbital de 1 478,25 dias (4,05 anos).
Bella tem uma velocidade orbital média de 18,68983788 km/s e uma inclinação de 13,85554º.
Este asteroide foi descoberto em 7 de Novembro de 1909 por Joel Metcalf.